# آرمور هلدینگ
آرمور هلدینگ (انگلیسی: Armor Holdings) شرکت صنایع جنگ‌افزاری آمریکایی است، که در سال ۱۹۹۶ تأسیس شد.